# Hypocryptothrix teutas
Hypocryptothrix teutas är en fjärilsart som beskrevs av William Chapman Hewitson 1876. Hypocryptothrix teutas ingår i släktet Hypocryptothrix och familjen tjockhuvuden. Inga underarter finns listade i Catalogue of Life.